# Txornòbil
Aquest article tracta de la ciutat ucraïnesa. Vegeu CIH pel virus informàtic.
Txornòbil (en ucraïnès: Чорно́биль), de vegades coneguda per la forma russa Txernóbil; en rus: Черно́быль; belarús: Чарно́быль, Txarnòbil) és una ciutat abandonada al nord d'Ucraïna, a l'óblast de Kíiv propera a la frontera amb Belarús.
La ciutat va ser abandonada el 1986 a causa de la catàstrofe a la Central Nuclear de Txornòbil, que es troba a 14,5 quilòmetres al nord de la ciutat. La central nuclear va ser anomenada així per la ciutat, i es trobava al raion de Txornòbil, però la ciutat i la planta no estaven directament relacionades. Al mateix temps que es construïa la planta, es va construir la ciutat de Prípiat per als treballadors de la central. Les cases encara habitades no són molt diferents de la resta, i els seus habitants usen símbols per a avisar que «l'amo d'aquesta casa viu aquí». Així també, els vigilants i el personal administratiu de la zona d'exclusió estan allotjats a l'extrem de la ciutat més distant a la central. Abans de l'accident, ja 14.000 residents havien abandonat la ciutat.

## Història
El nom prové de l'herba remeiera altimira, que es diu txornòbil en ucraïnès (polín obiknovènnaia, txernòbilnik o txernòbil en rus) i que hi creixia en abundància.
Txornòbil era una vila reial del Gran Ducat de Lituània durant el segle xiii, al territori ucraïnès proper a Kíiv. Se li va concedir com a feu personal a Filon Kmita, capità de la cavalleria reial, el 1566.
La província que englobava Txornòbil va ser transferida al Regne de Polònia el 1569 i després annexionada per l'imperi Rus el 1793. Des de poc abans del segle xx la ciutat estava poblada per camperols rutens o ucraïnesos i polonesos, i per una gran comunitat jueva.
Des dels començaments de la segona meitat del segle xviii, la ciutat es va convertir en un dels majors centres del judaisme hassídic. La dinastia hassídica de Txornòbil va ser fundada per Menakhem Nakhum Twerski (ídix: מנחם נחום טווערסקי; ucraïnès: Менахем Нахум Тверський, Menàkhem Nàkhum Tverskyi). Gran part de la població jueva va ser víctima de pogroms l'octubre del 1905 i el març i abril del 1919, en els quals molts jueus van perdre la vida i les propietats de molts altres van ser ultratjades. El 1920 els hereus de Twersky van deixar Txornòbil, i la ciutat va deixar de ser un centre hassídic.
Durant les guerres civils que van assotar la regió durant el període 1917-1920 va ser ocupada primer per l'Exèrcit Blanc i després per l'Exèrcit Roig. El 1921 Txornòbil va passar a formar part de l'RSS d'Ucraïna.
Durant el període 1929-1933 Txornòbil va sofrir morts massives per l'estalinisme i l'Holodomor. La comunitat polonesa de Txornòbil va ser deportada al Kazakhstan el 1936 en una travessia en molt males condicions, durant la qual la majoria dels deportats van morir de fam i de fred.
Durant la Segona Guerra Mundial la ciutat va ser ocupada de l'any 1941 al 1944. La comunitat jueva de la ciutat va ser exterminada durant aquest període.
Amb el col·lapse de la Unió Soviètica el 1991, la ciutat va passar a formar part de la Ucraïna independent.

### Accident nuclear

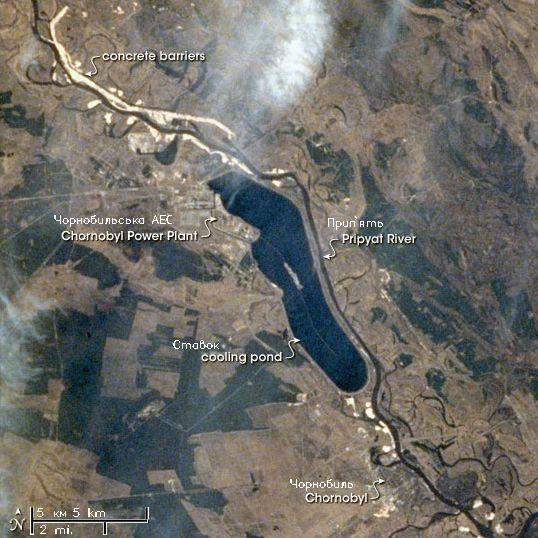
Àrea de Txornòbil. Presa per l'estació espacial russa Mir el 1997

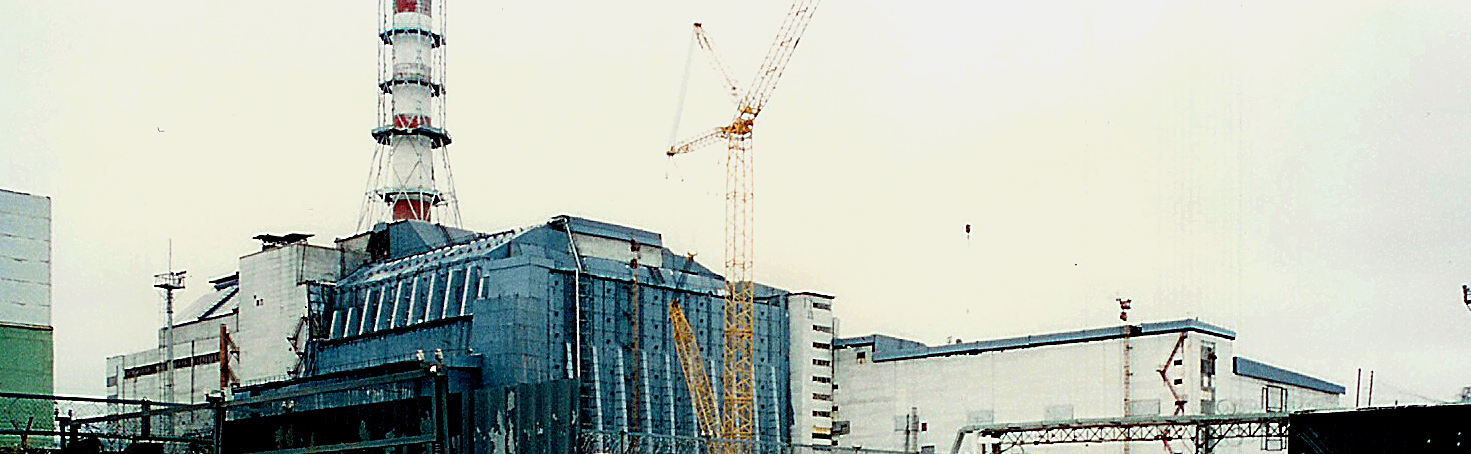
Reactor 4 de la Central Nuclear de Txornòbil

El 26 d'abril de 1986 el quart reactor de la Central Nuclear de Txornòbil va esclatar, a la 01:23 AM hora local. Bàsicament s'estava experimentant amb el reactor per a observar quanta energia es podia produir. Però la màquina que controlava el combustible (diòxid d'urani i altres compostos radioactius) el va mantenir dins del reactor durant massa temps; finalment va explotar, va crear un gran forat en el sostre de la planta i va emetre un gegantesc núvol radioactiu cap a tot Europa. Tots els residents permanents de la ciutat i aquells que vivien en la zona d'exclusió van ser evacuats, perquè els nivells de radiació van sobrepassar tots els estàndards de seguretat.
La ciutat de Txornòbil i els suburbis adjacents són ara llar de científics, oficials de manteniment de la central nuclear, liquidadors, doctors i físics especialitzats en radiació. Encara que Prípiat (una ciutat veïna a Txornòbil i més propera a la central nuclear) roman sense manteniment, Txornòbil ha estat renovada i ara hi viuen més de 2000 persones, inclosos eventuals visitants a la zona d'exclusió, que s'allotgen en els sectors de la ciutat més distants de la central nuclear.

## Fills il·lustres
- Ludwig Rottenberg (1865-1932) director d'orquestra i compositor

## Fauna
- Llop
- Guineu
- Toixó
- Os bru
- Linx nòrdic
- Gos viverrí
- Gat salvatge
- Mustela
- Ermini
- Marta
- Llúdria
- Ant
- Cérvol comú
- Cabirol
- Senglar
- Cavall de Przewalski
- Bisó
- Castor
- Llebre
- Conill
- Esquirol
- Liro
- Talpó
- Talp
- Mussol emigrant
- Pigarg cuablanc
- Àguila daurada
- Falcó pelegrí
- Arpella comuna
- Xoriguer comú
- Cigonya negra
- Cigne
- Agró blanc
- Garsa
- Corb
- Picot negre eurasiàtic
- Gall fer comú